# Effet domino
Pour les articles homonymes, voir Effet domino (homonymie).

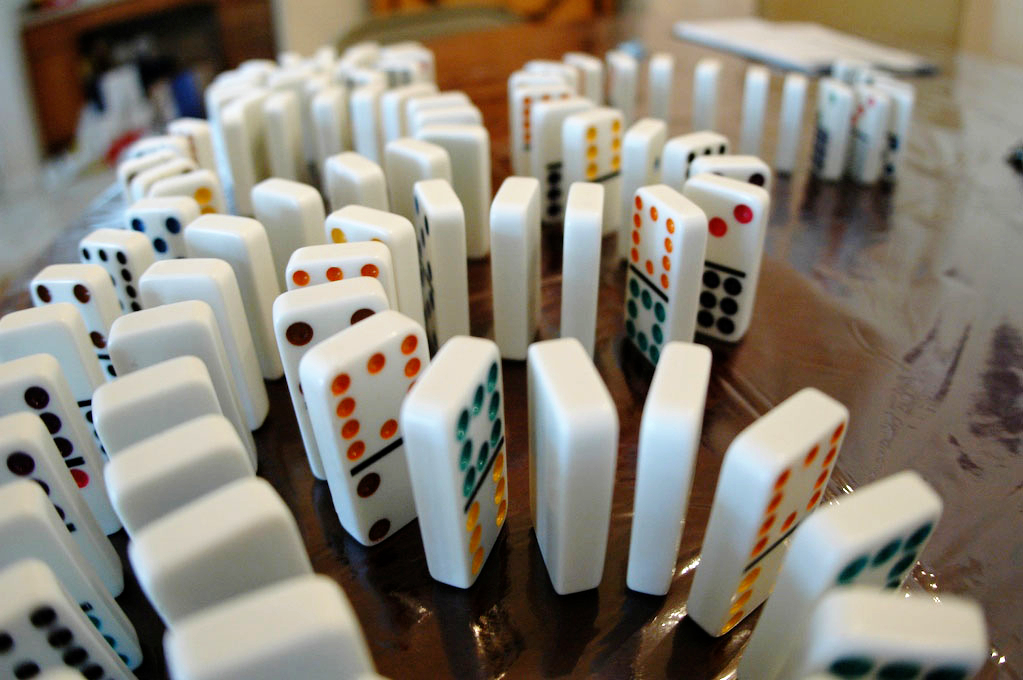
Dominos prêts à tomber.

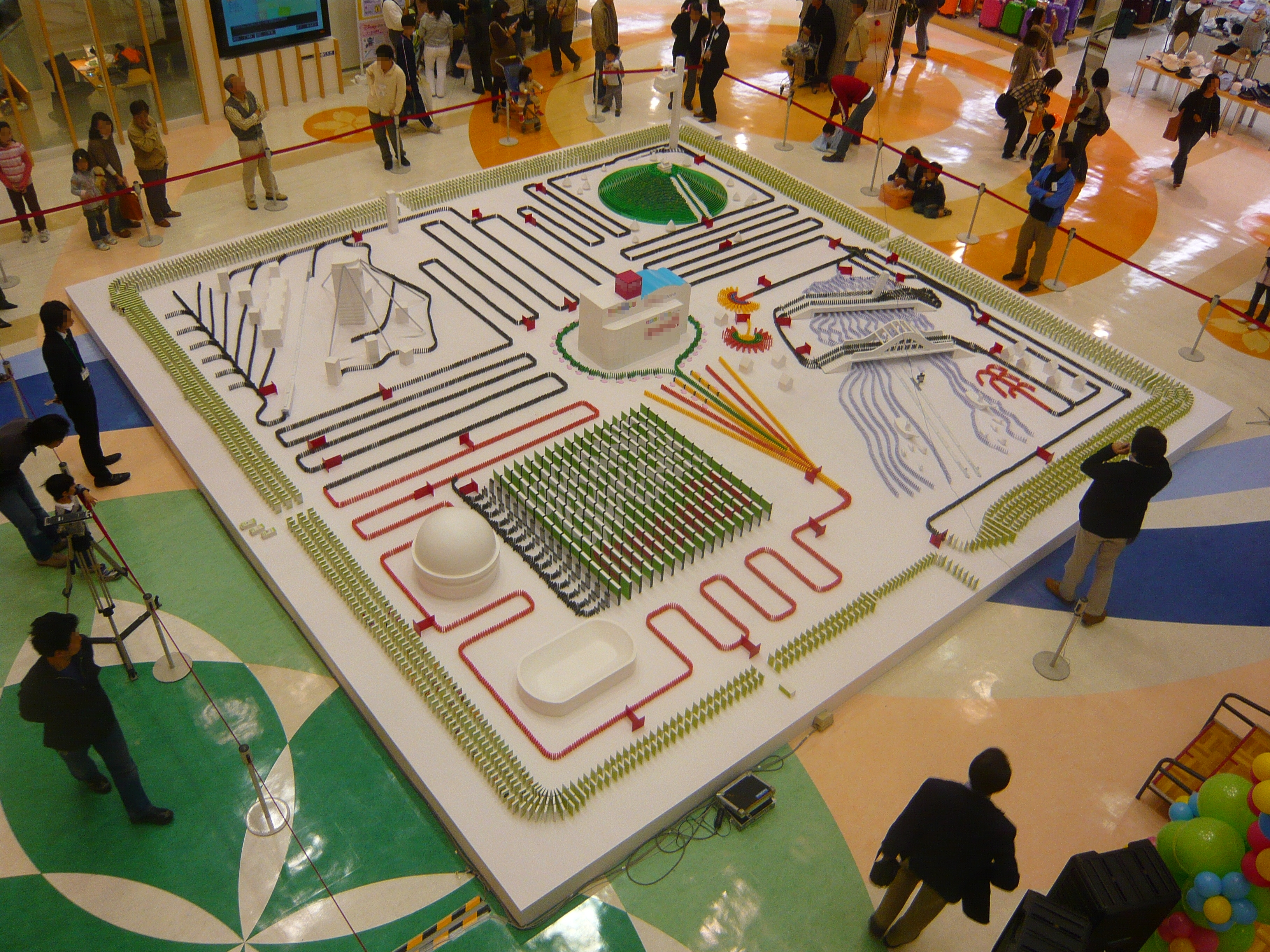
Scène composée de séries de dominos prêts à chuter, comme celles d'un Domino Day.

L’effet domino est une réaction en chaîne provoquée par un phénomène initial perturbateur, parfois mineur, propageant de proche en proche une cascade d'événements ultérieurs.
Dans le cas des files de dominos, l'effet est généralement séquentiel et de même taille avec propagation rapide. Diverses variantes existent avec multiplication des voies de propagation, aggravation des effets ou diminution de ceux-ci.
Par analogie, l'effet domino se réfère à une suite d'événements liés entre eux, généralement avec une connotation négative liée à l'effondrement d'un système organisé. Cette expression peut être employée de façon littérale (une série de collisions observées) ou de façon métaphorique pour des systèmes immatériels.

## L'archétype des files de dominos
La démonstration classique consiste à aligner debout une file de dominos, en faisant culbuter le premier domino. Celui-ci fait chuter le prochain domino et ainsi de suite. En théorie, quelle que soit la longueur de la chaîne, les dominos continueront de tomber car l'énergie nécessaire pour faire basculer chaque domino est inférieure à l'énergie transférée par chaque impact : la réaction est auto-suffisante. L'énergie est initialement emmagasinée en mettant au préalable les dominos en position verticale métastable, ce qui entretient le basculement des dominos de toute la chaîne.

## Systèmes d'information des entreprises
Quelques mois avant l'an 2000, les entreprises dans le monde craignaient un effet domino.

## Économie
En finance et finance internationale, on parle généralement d'effet domino pour faire référence à des risques financiers systémiques.

## Risque industriel
La définition des effets domino dans le contexte du risque industriel a évolué et s'est précisée au cours du temps,,,. Elle se rapproche du concept du suraccident.
Un accident à effet domino désigne un événement durant lequel un accident dit primaire a des conséquences qui provoquent (au moins) un accident secondaire, aggravant les conséquences du premier accident,. La propagation peut-être spatiale, temporelle, ou les deux à la fois. Aussi, la chaîne d'accident peut être plus longue et comporter plusieurs accidents intermédiaires, reprenant l'analogie des dominos. Les accidents à effet domino sont particulièrement dévastateurs.
L'accident des feux d'artifice d'Enschede, la catastrophe de Buncefield et les explosions de Tianjin en 2015 sont des exemples d'accidents impliquant des effets domino.